# Vernuelh (Alier)
Verneuil-en-Bourbonnais és un municipi francès, situat al departament de l'Alier i a la regió d'Alvèrnia-Roine-Alps. L'any 2007 tenia 249 habitants.

## Demografia

### Població
El 2007 la població de fet de Verneuil-en-Bourbonnais era de 249 persones. Hi havia 113 famílies de les quals 32 eren unipersonals (8 homes vivint sols i 24 dones vivint soles), 45 parelles sense fills, 28 parelles amb fills i 8 famílies monoparentals amb fills.
La població ha evolucionat segons el següent gràfic:
Habitants censats

### Habitatges
El 2007 hi havia 161 habitatges, 112 eren l'habitatge principal de la família, 33 eren segones residències i 16 estaven desocupats. 156 eren cases i 4 eren apartaments. Dels 112 habitatges principals, 83 estaven ocupats pels seus propietaris, 25 estaven llogats i ocupats pels llogaters i 3 estaven cedits a títol gratuït; 2 tenien dues cambres, 16 en tenien tres, 29 en tenien quatre i 64 en tenien cinc o més. 81 habitatges disposaven pel capbaix d'una plaça de pàrquing. A 50 habitatges hi havia un automòbil i a 55 n'hi havia dos o més.

### Piràmide de població
La piràmide de població per edats i sexe el 2009 era:
| Homes | Edats   | Dones |
| ----- | ------- | ----- |
| 0     | 95 o +  | 0     |
| 0     | 90 a 94 | 4     |
| 0     | 85 a 89 | 4     |
| 0     | 80 a 84 | 0     |
| 4     | 75 a 79 | 4     |
| 4     | 70 a 74 | 20    |
| 8     | 65 a 69 | 4     |
| 16    | 60 a 64 | 4     |
| 8     | 55 a 59 | 8     |
| 12    | 50 a 54 | 4     |
| 12    | 45 a 49 | 4     |
| 4     | 40 a 44 | 12    |
| 12    | 35 a 39 | 4     |
| 8     | 30 a 34 | 16    |
| 8     | 25 a 29 | 8     |
| 4     | 20 a 24 | 0     |
| 24    | 15 a 19 | 4     |
| 8     | 10 a 14 | 0     |
| 16    | 5 a 9   | 8     |
| 8     | 0 a 4   | 4     |

## Economia
El 2007 la població en edat de treballar era de 145 persones, 114 eren actives i 31 eren inactives. De les 114 persones actives 108 estaven ocupades (64 homes i 44 dones) i 6 estaven aturades (3 homes i 3 dones). De les 31 persones inactives 15 estaven jubilades, 3 estaven estudiant i 13 estaven classificades com a «altres inactius».

### Ingressos
El 2009 a Verneuil-en-Bourbonnais hi havia 114 unitats fiscals que integraven 253 persones, la mediana anual d'ingressos fiscals per persona era de 17.243 €.

### Activitats econòmiques
Dels 7 establiments que hi havia el 2007, 1 era d'una empresa de construcció, 3 d'empreses de comerç i reparació d'automòbils, 2 d'empreses d'hostatgeria i restauració i 1 d'una empresa classificada com a «altres activitats de serveis».
Dels 2 establiments de servei als particulars que hi havia el 2009, 1 era una lampisteria i 1 restaurant.
L'únic establiment comercial que hi havia el 2009 era una botiga de menys de 120 m².
L'any 2000 a Verneuil-en-Bourbonnais hi havia 8 explotacions agrícoles.

## Equipaments sanitaris i escolars
El 2009 hi havia una escola elemental integrada dins d'un grup escolar amb les comunes properes formant una escola dispersa.

## Poblacions més properes
El següent diagrama mostra les poblacions més properes.